# Jan Everse senior
Jan Everse (* 8. Mai 1922 in Rotterdam; † 15. Oktober 1974) war ein niederländischer Fußballspieler.
Everse spielte für Neptunus Rotterdam (mindestens von 1946 bis 1950) sowie für XerxesDZB in der höchsten niederländischen Liga. Außerdem war er bei RSV HION und dem FC-Den-Haag-Vorgänger Holland Sport aktiv.
Bereits 1948 im letzten Vorbereitungsspiel für die Olympischen Spiele gehörte der Abwehrspieler ebenso zum Kader der niederländischen Nationalmannschaft wie bei den Spielen selbst, blieb aber in den zwei Begegnungen in Portsmouth und London ohne Einsatz. Am 16. Juni 1949 durfte er erstmals in Oranje auflaufen; im Freundschaftsspiel gegen Finnland in Helsinki war er wie Torhüter Dré Saris und Stürmer Jan van Roessel einer von drei Debütanten. Nicht zuletzt dank zweier Tore van Roessels gewannen die Niederlande 4:1. In den beiden nächsten Spielen zuhause gegen Belgien und Dänemark gab es mit Everse jeweils eine 0:1-Niederlage; gegen Dänemark wurde er in der 84. Minute gegen Frans Steenbergen ausgewechselt. Diese drei Spiele blieben die einzigen mit Jan Everse in der niederländischen Mannschaft, ehe sein Sohn Jan jr. am 30. April 1975 ebenfalls erstmals in Oranje antrat.